# Montbozon
Montbozon település Franciaországban, Haute-Saône megyében. Lakosainak száma 545 fő (2022. január 1.). Montbozon Fontenois-lès-Montbozon, Avilley, Montagney-Servigney, Montussaint, Besnans, Loulans-Verchamp, Maussans, Ormenans és Thiénans községekkel határos.

## Népesség
A település népességének változása:
| Lakosok száma | 581  | 596  | 669  | 562  | 552  | 543  | 544  | 539  | 545  |
|               | 2013 | 2015 | 2016 | 2017 | 2018 | 2019 | 2020 | 2021 | 2022 |